# Liban na Zimowych Igrzyskach Olimpijskich 1968
Liban na Zimowych Igrzyskach Olimpijskich 1968 w Grenoble reprezentowało trzech zawodników. Wystartowali oni w narciarstwie alpejskim.
Był to szósty start Libanu na zimowych igrzyskach olimpijskich (poprzednie to 1948, 1952, 1956, 1960, 1964).

## Kadra

### Narciarstwo alpejskie

#### Mężczyźni
| Zawodnik        | Konkurencja | Konkurencja | Konkurencja       | Konkurencja       | Konkurencja   | Konkurencja   | Konkurencja             | Konkurencja             | Konkurencja             | Konkurencja             |
| Zawodnik        | Zjazd       | Zjazd       | Slalom gigant     | Slalom gigant     | Slalom gigant | Slalom gigant | Slalom specjalny        | Slalom specjalny        | Slalom specjalny        | Slalom specjalny        |
| Zawodnik        | Czas        | Pozycja     | Czas 1. przejazdu | Czas 2. przejazdu | Czas łączny   | Pozycje       | Czas 1. przejazdu       | Czas 2. przejazdu       | Czas łączny             | Pozycja                 |
| --------------- | ----------- | ----------- | ----------------- | ----------------- | ------------- | ------------- | ----------------------- | ----------------------- | ----------------------- | ----------------------- |
| Nagib Barrak    |             |             | 2:14,84           | 2:24,06           | 4:38,90       | 81.           | Odpadł w kwalifikacjach | Odpadł w kwalifikacjach | Odpadł w kwalifikacjach | Odpadł w kwalifikacjach |
| Moussa Jaalouk  |             |             | 2:15,54           | 2:17,89           | 4:33,43       | 80.           | Odpadł w kwalifikacjach | Odpadł w kwalifikacjach | Odpadł w kwalifikacjach | Odpadł w kwalifikacjach |
| Ghassan Keyrouz |             |             | 2:22,43           | 2:24,76           | 4:47,19       | 85.           | Odpadł w kwalifikacjach | Odpadł w kwalifikacjach | Odpadł w kwalifikacjach | Odpadł w kwalifikacjach |